# 同步推
同步推是一个应用软件的下载平台，该平台同时支持android和iOS系统，商店内的软件以中文为主，在中国大陆拥有较多用户。同步推因为上架大量盗版软件，引起软件和游戏开发者的争议。